# コハナイキ海浜公園
コハナイキ海浜公園（コハナイキかいひんこうえん、英語: Kohanaiki Beach Park）はアメリカ合衆国ハワイ州ハワイ島カイルア・コナにある2013年に開園した新しい公園である。地元では通常「パインツリー」（Pinetree＝松の木）と呼ばれていて、州道19号線からはただ「Shoreline」（海岸へ）とだけが書いてあり、ゴルフ場付きのレゾートとの分かれ道に公園の看板があり、地元の人たちだけが訪れるような静かな公園である。 
海岸は砂海岸と岩海岸が混ざっていて、砂海岸では子供が泳げる海水だまりがあり、岩海岸の方はサーフィンをする人々が多い。許可を得てキャンプをする人たちもいる。  

## 施設
現在次のような施設がある。
- 男女別のトイレ
- 男女別の屋外シャワー

## 参照項目
- 旧コナ空港州立リクリエーションエリア
- カロコホノコハウ国立歴史公園